# Lurtigen
Lurtigen är en ort i kommunen Murten i kantonen Fribourg, Schweiz. Lurtigen var tidigare en egen kommun, men den 1 januari 2016 inkorporerades kommunen i Murten.